# Саут Вилијамсон (Кентаки)
Саут Вилијамсон (енгл. South Williamson) насељено је место без административног статуса у америчкој савезној држави Кентаки.

## Демографија
По попису из 2010. године број становника је 602.
| Група             | 2000.    | 2010.       |
| Белци             | 0 (0,0%) | 545 (90,5%) |
| Афроамериканци    | 0 (0,0%) | 4 (0,7%)    |
| Азијати           | 0 (0,0%) | 22 (3,7%)   |
| Хиспаноамериканци | 0 (0,0%) | 26 (4,3%)   |
| Укупно            | 0        | 602         |